# Stępień, Warmińsko-Mazurskie
Stępień [ˈstɛmpjɛɲ] (tiếng Đức: Stangendorf)  là một ngôi làng ở quận hành chính của Gmina Braniewo, trong huyện Braniewski, Warmińsko-Mazurskie, ở miền bắc Ba Lan, gần biên giới với Kaliningrad của Nga. Nó nằm khoảng 5 kilômét (3 mi)   phía tây nam Braniewo và 80 km (50 mi) phía tây bắc của thủ đô khu vực Olsztyn.
Ngôi làng có dân số 151 người.